# Vědecká fotografie

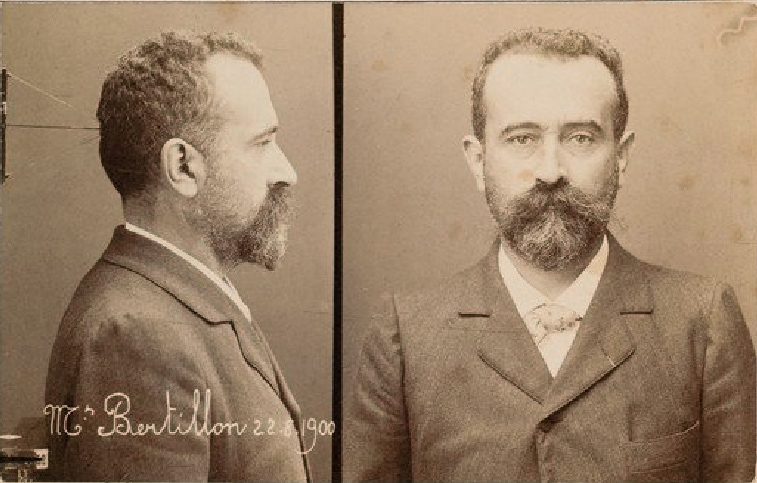
Alphonse Bertillon: Identifikační podobenka muže z profilu a zepředu, autoportrét, 1900

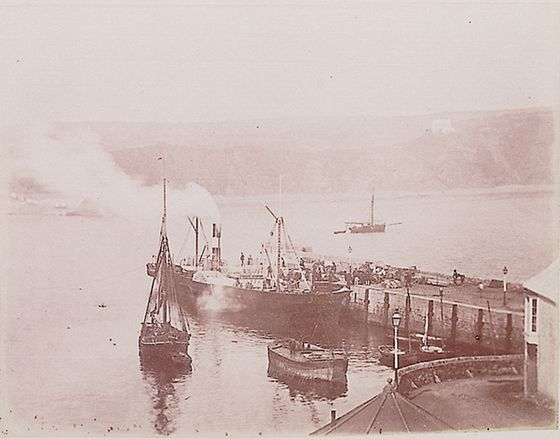
John Dillwyn Llewelyn: Kouř vycházející z lodního komína, 1854

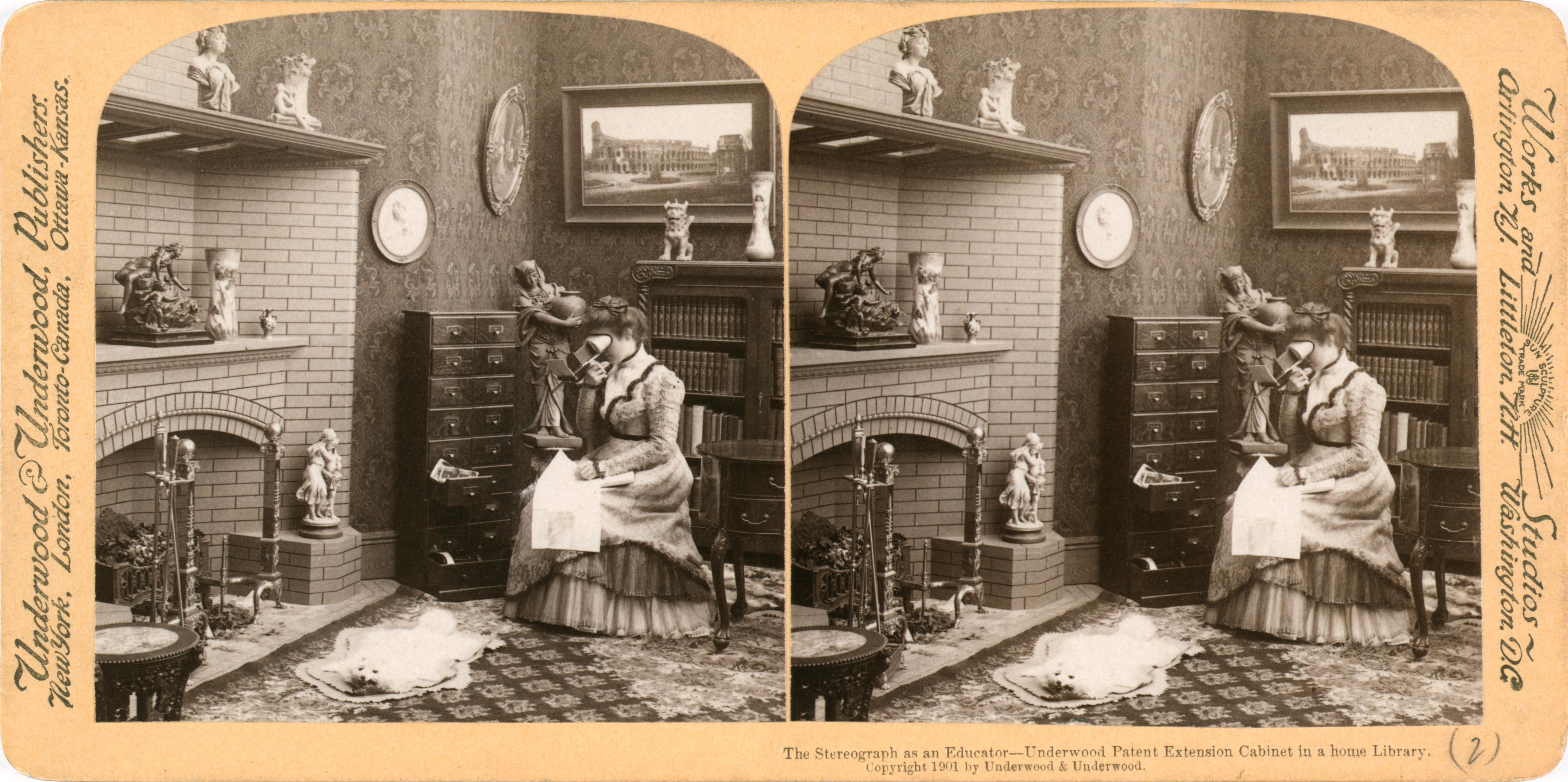
V roce 1901 propagovala firma Underwood & Underwood stereoskop pod marketingovým heslem Stereofotografie jako vychovatel. Na obrázku je žena, která si doma u krbu prohlíží prostorové fotografie, po své pravé ruce má kabinet se zásobou stereofotografií.

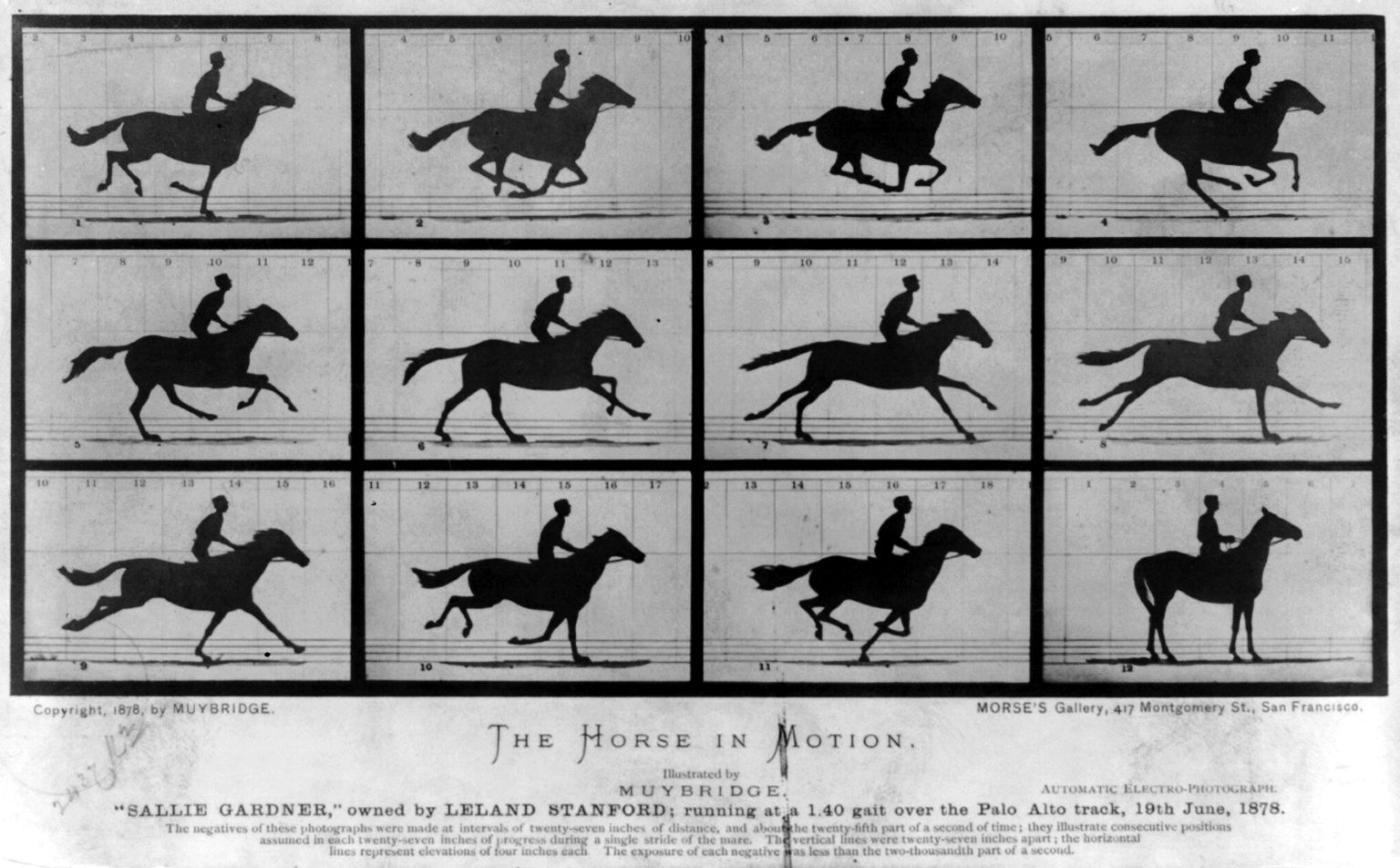
Eadweard Muybridge: Kůň v pohybu, cyklus Animal Locomotion 1878

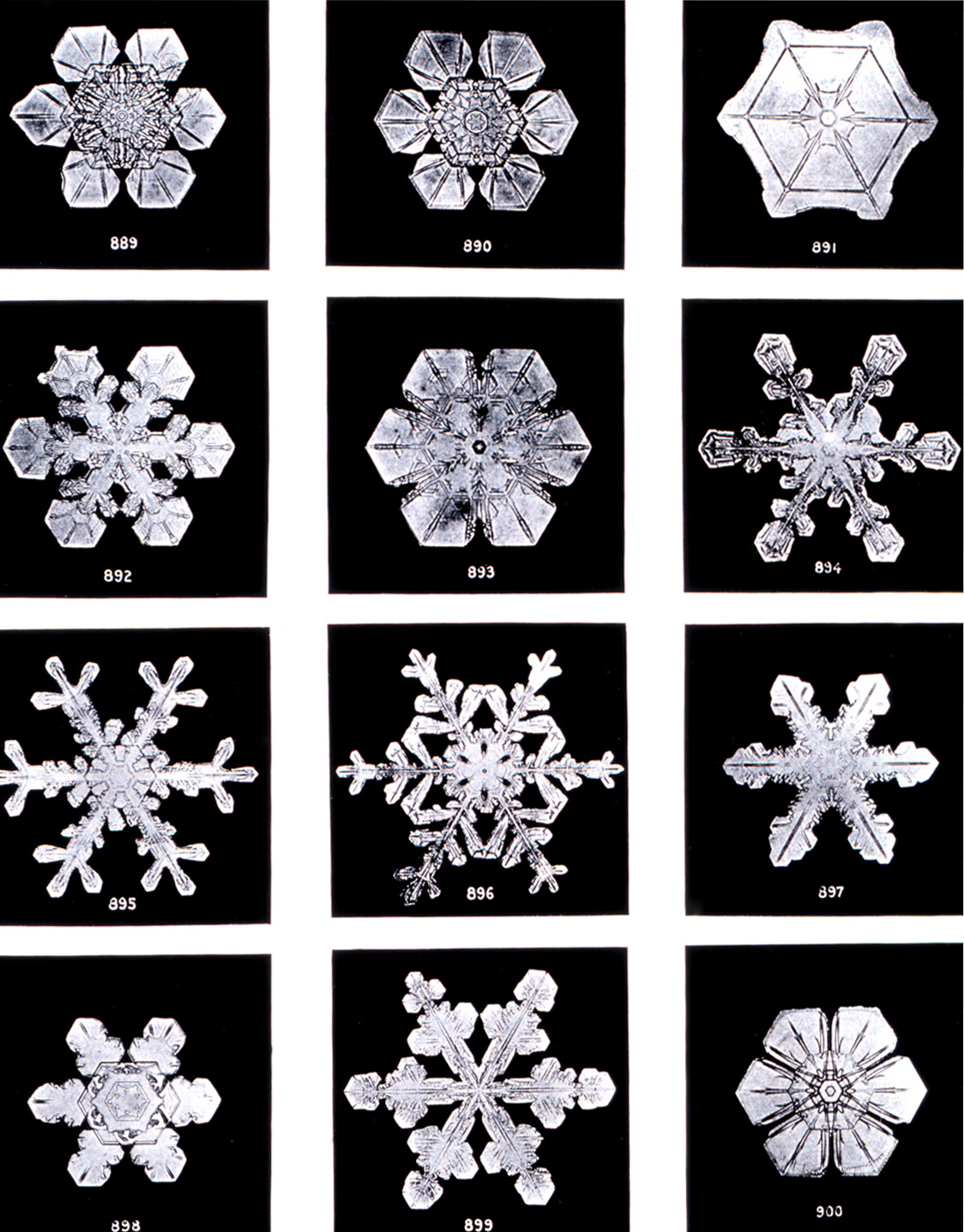
Wilson Bentley: Mikrofotografie sněhových vloček z roku 1902

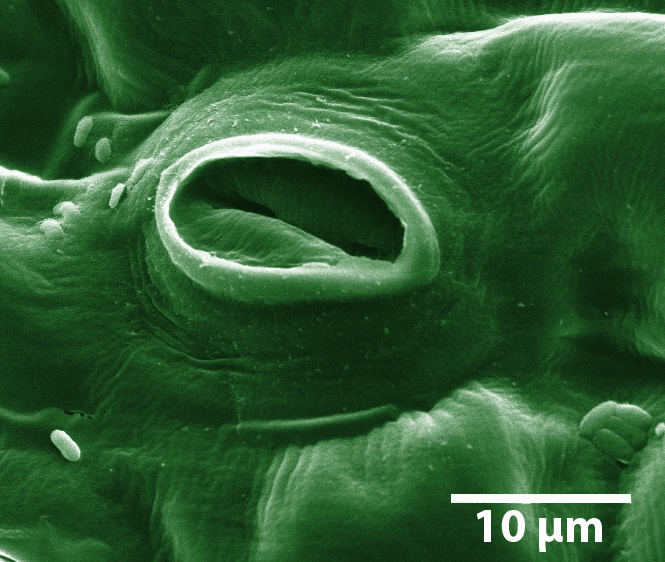
Průduch na listu lilku rajčete, kolorovaná mikrofotografie z rastrovacího elektronového mikroskopu

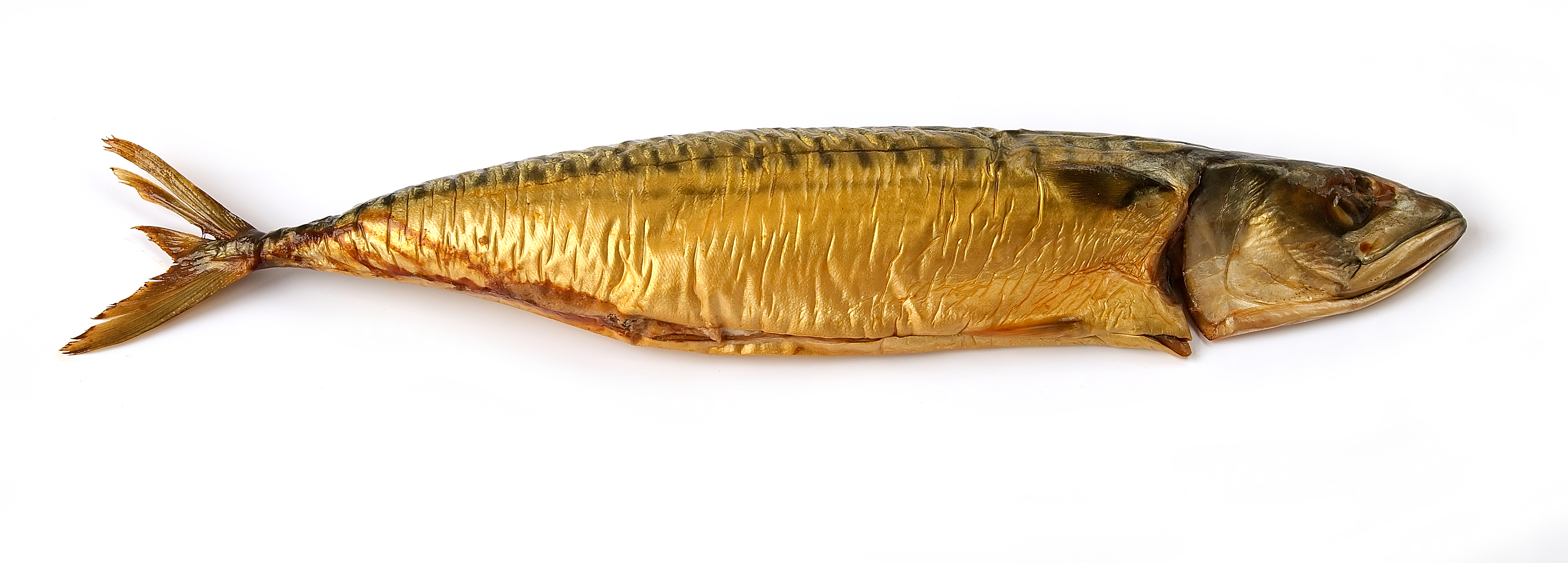
Aranžovaný snímek atlantské makrely na bílém pozadí, 2008

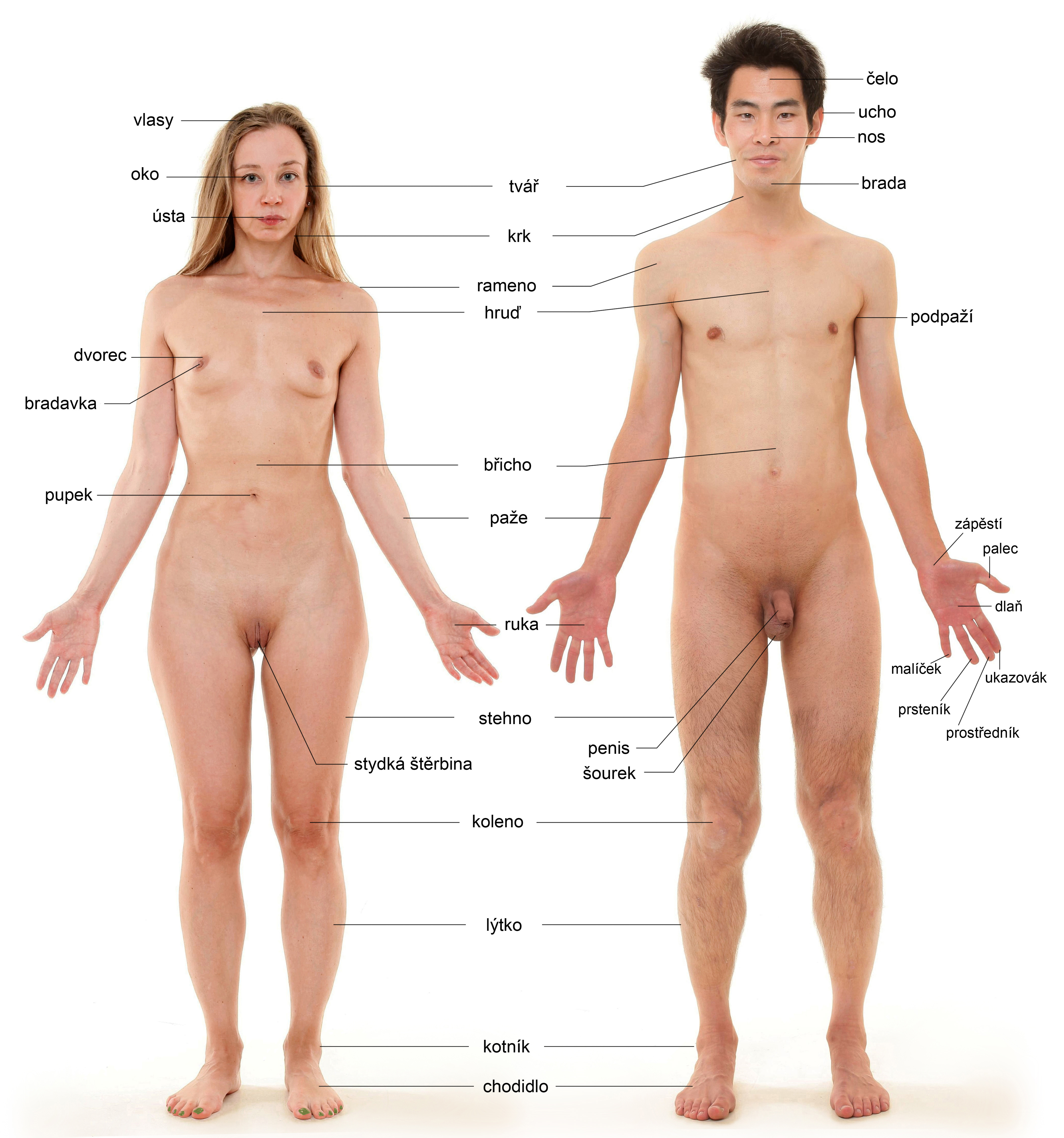
Anatomické informativní zobrazení ženského a mužského těla

Vědecká fotografie, případně také informativní fotografie, je věrné a technologicky dokonalé zobrazení předmětu, osoby či jiného objektu tak, aby snímek přinášel prakticky užitečnou informaci. Jedná se o fotografický styl, který zahrnuje širokou škálu záběrů snímaných informativním způsobem. Snaží se o přesnost a výstižnost zobrazení reality. Jedná se převážně o fotografie, které byly vytvořeny pro popsání snímaného předmětu. Individuální vklad autora je značně potlačen, případně u automaticky pořízených snímků ani žádný autor není. Jako například u snímků z vesmírné družice nebo z automatické pozemní observatoře nebo u fotogrammetrických snímků z letadla nebo družice.
U informativní fotografie vždy význam převažuje nad účinkem nebo se účinek neobjeví vůbec. Informativní fotografie neklade důraz na estetickou hodnotu snímku, ten klade spíše fotografie výtvarná. Informativní fotografie nalézá uplatnění v novinářské, komerční nebo dokumentární fotografii. Fotožurnalisté vytvářejí snímky pro informativní doplnění zpráv nebo článků v tištěných nebo internetových médiích, hlavním cílem komerční fotografie je prodání produktu nebo služby a dokumentaristé zobrazují realitu jako časový dokument nebo upozornění na danou skutečnost.
| „                        | … Je třeba aby se fotografie vrátila ke svému skutečnému úkolu, jímž je sloužit vědě a umění, a to velmi pokorně sloužit jako knihtisk a písmo, které literaturu nevytvořily ani ji nenahradily. Ať pohotově doplní alba cestovatele a vrátí jeho očím přesnost, jež snad chybí jeho paměti, ať ozdobí pracovnu přírodovědce, zvětší mikroskopická zvířata a třeba leckterými údaji potvrdí astronomovy hypotézy; ať je pomocníkem, jakýmsi zápisníkem každého, kdo potřebuje při svém povolání absolutní přesnost; k tomu se hodí výborně. Ať uchrání před zapomenutím trosky na spadnutí, knihy, rytiny a rukopisy, které čas tak rychle ničí, vzácné věci, jejichž tvar je pomíjivý a které si zasluhují, aby byly uchovány v archivech naší paměti a budeme jí děkovat a blahořečit jí. | “ |
| — Baudelaire (1821-1867) | |   |

## Historie
V lednu 1839, po oznámení vynálezu fotografického procesu dvou expertů – Williama Henryho Foxe Talbota a Louise Jacqua Mandé Daguerra začalo s fotografií experimentovat mnoho mužů i žen. Talbot psal například svému příteli Johnu Llewelynovi o svém údivu nad schopností takto snímané fotografie zachytit vlny na hladině, vítr nebo kouř. O dva roky později (1854) už sám Llewelyn ohromil na Světové výstavě v Londýně svými „instantními“ fotografiemi, zaznamenávajícími vlny na vodní hladině, lidi v pohybu, mraky a příboj tříštící se o pobřeží nebo kouř vycházející z lodního komína.
Další průkopník fotografické techniky Hippolyte Bayard, autor vlastního fotografického procesu známého jako přímý pozitivní tisk, je známý také jako první autor zmanipulované fotografie v dějinách, kterou zinscenoval jako svou údajnou sebevraždu. Byl také prvním fotografem, který dostal zakázku od vládní organizace zdokumentovat historickou architekturu ve Francii. Již na přelomu 30. a 40. let 19. století aranžoval předměty na stole a pořizoval jejich fotografické kopie. V říjnu 1840 Bayard sám sebe naaranžoval jako utopeného na protest proti nedostatku oficiálního uznání jeho podílu na vynálezu fotografie. Na fotografii předstírá sebevraždu a na zadní straně textem varuje:
| „                                   | „Toto tělo patří H. Bayardovi, vynálezci procesu, který právě vidíte. … Byl v márnici několik dní, … Dámy a pánové, měli byste raději poodstoupit, aby nebyl raněn váš čich, jelikož – jak můžete vidět – tvář i ruce džentlmena již začínají zahnívat.“ | “ |
| — Hippolyte Bayard, 18. října 1840. | |   |

Hranice mezi informativní a výtvarnou fotografií je velmi tenká. Dodnes historici zpětně přehodnocují snímky prvních průkopníků dokumentaristů krajin. První fotografové soutěžili s malířstvím a podobně jako malíři využívali kompozici nebo účinek tří plánů, což se dá považovat za umění. Snažili se o harmonické spojení mezi obsahem a formou. Příkladem jsou průkopníci cestovatelské a krajinářské fotografie jako například Francis Frith, Francis Bedford, George Bridges, Maxime Du Camp nebo Solomon Nunes Carvalho.
Fotografie je projekcí obrazů na dvourozměrnou plochu, čímž ochuzuje realitu o prostor a pohyb. Stereofotografie se realitě snaží přiblížit a umožňují spatřit fotografovanou scénu nikoli ploše, ale v celé její hloubce. Teorie stereoskopie využívá řadu různých metod, jak toho dosáhnout. Jules Duboscq zkonstruoval stereofotoaparát a v roce 1850 zkonstruoval prohlížečku stereofotografií. O šest let později způsobily přívalové deště velké škody v nízko položených oblastech v celé Francii a francouzská vláda vyslala Clauda-Maria Ferriera, aby dokumentoval účinky povodně na Loiře na stereoskopické fotografie.
V roce 1851 vyhlásil francouzský vládní Úřad historických památek misi Mission héliographique. Jejím úkolem byla fotografická dokumentace architektonických památek ve Francii, především významné historické a kulturní pamětihodnosti podléhající ochraně a zahrnuté do Monument historique. Členové skupiny se skládali z fotografů: Gustave Le Gray, Auguste Mestral, Édouard Baldus, Hippolyte Bayard a Henri Le Secq. Fotografové měli zdokumentovat historické budovy, mosty a památky, z nichž mnohé byly zbourány, aby uvolnily cestu pro velké pařížské bulváry, které nechal postavit na příkaz Napoleona III. prefekt Baron Georges-Eugène Haussmann.
Eadweard Muybridge se v roce 1873 začal zajímat o zachycení rychlého pohybu. Jeho bohatý přítel Leland Stanford se vsadil o 25 000 USD, že v určitém stadiu koňského klusu se ani jedna ze čtyř nohou nedotýká země. Muybridge se rozhodl dokázat, že Stanford má pravdu a vytvořil sérii snímků na mokrých kolódiových deskách, které tento výrok potvrdily. V dřevěné budově postavil 24 fotografických přístrojů, na jeden okraj závodiště zavěsil bílý horizont a na druhý umístil v pravidelných intervalech řadu fotoaparátů. Přes dráhu položil provázky, které v okamžiku, kdy je běžící kůň přetrhl, postupně uvolnily pružinové závěrky fotoaparátů. Práce na důkazu mu trvala šest let (1873–1878), vytvořil řadu fotografických přístrojů a nafotografoval přes 20 000 snímků zvířat a lidí v pohybu a některé publikoval knihách Animal Locomotion a The Human Figure in Motion. Již tenkrát Muybridge použil expoziční doby až 1/6000 sekundy, na tu dobu velmi krátkým expozičním časem. Spolupracoval také s lékaři a fyziology a svými studiemi ženského a mužského těla se řadí mezi průkopníky fotografie aktu.
Od 80. let se Wilson Bentley zabýval fotografováním sněhových vloček. Perfektně ovládl proces chytání vloček na černý samet takovým způsobem, že mohl zachytit jejich obrazy ještě před roztavením nebo sublimací. Za svůj život zachytil více než 5000 obrázků krystalů, spolupracoval s řadou univerzit a významně přispěl ke studiu meteorologických jevů. Přestože se jednalo o vědecké zobrazení krystalů, Bentley to v roce 1922 popsal takto:
| „                               | Sněhové vločky jsou „maličké zázraky nekonečné krásy“, na světě s největší pravděpodobností nenajdete dvě naprosto stejné. | “ |
| — Wilson Alwyn „Vločka“ Bentley | |   |

Německý fotograf Karl Blossfeldt je známý svými fotografiemi květin, systematicky fotografoval především různá semena, šešule a listy. Roku 1928 vydal v Berlíně knihu nazvanou Pratvary umění, ve které bylo více než sto makrofotografií květů, listů a jiných částí rostlin. Chtěl ukázat, že umění má vždy předobraz v přírodě, z níž vyšlo nejen umění, ale i sám člověk. Věcnost, s jakou Blossfeldt ukazuje zvětšené části rostlin, přesně zapadá do požadavku účelnosti nového umění. Řadí se do světové meziválečné avantgardy jako zástupce německé Nové věcnosti (Neue Sachlichkeit) společně s umělci jako byli Albert Renger-Patzsch, Walter Peterhans, Helmar Lerski a August Sander. Tato skupina představovala nový směr, kterým se vydala fotografie v Evropě – tzv. nemanipulovaná fotografie.

## Portrétní fotografie

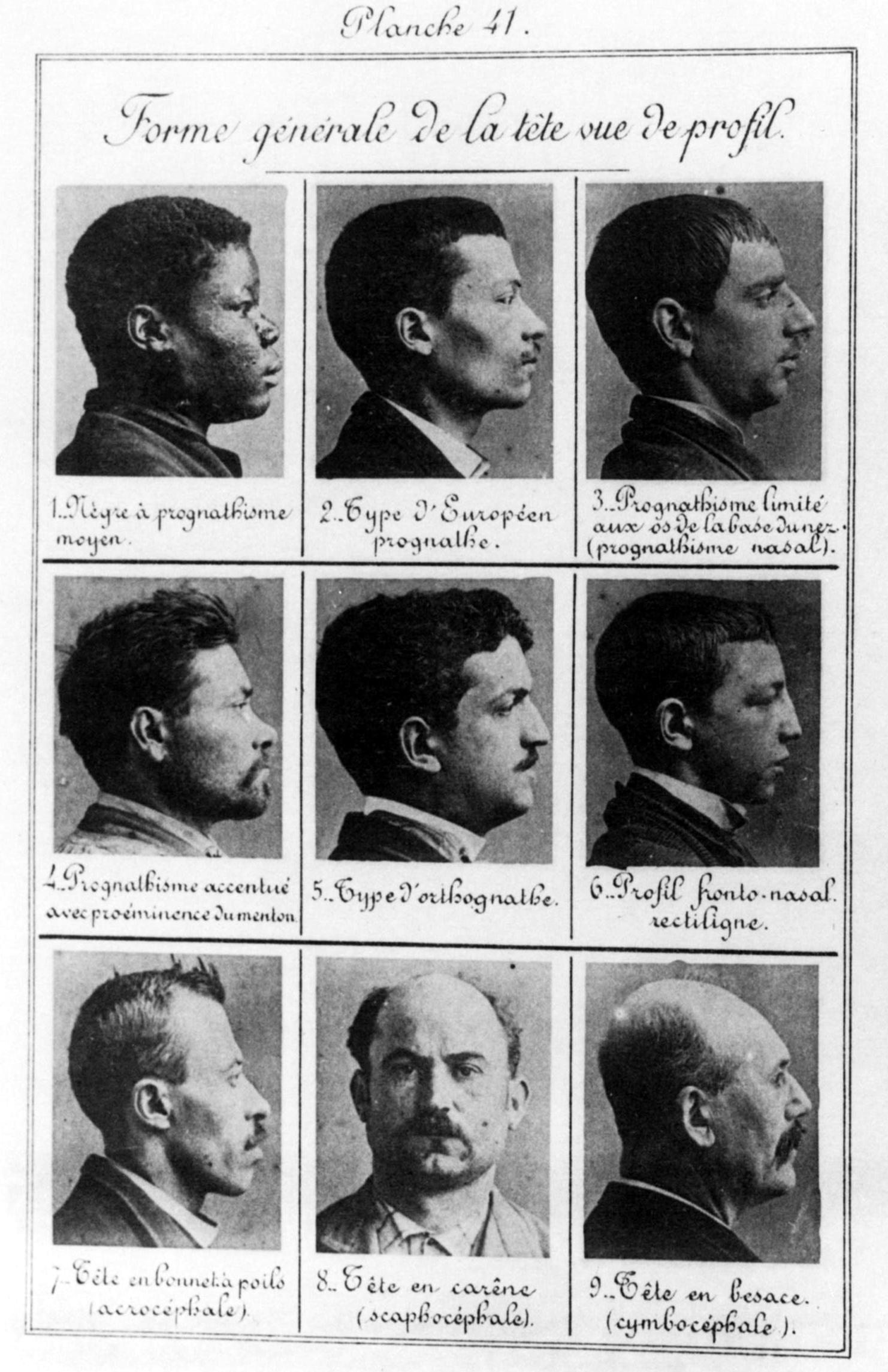
Alphonse Bertillon: Identifikační podobenka „kriminálních profilů“, … nos je velmi důležitý při identifikaci…, 1893

Informativní zobrazení portrétu se nejvíce uplatní na podobence. Takzvaný Identifikační portrét – podobenka, například na občanský (řidičský…) průkaz. Z bezpečnostních důvodů (přístup do střežených prostor, přístup do odbavovacích prostor letišť, autorizovaný přístup k počítači) se používají softwarové systémy umožňující identifikaci člověka díky jedinečnosti lidského obličeje. Označuje se jako systém pro rozeznávání lidských tváří (tzv. facial recognition system). V roce 1946 začal Hilmar Pabel portrétovat ztracené a válkou rozptýlené děti s cílem jim pomoci nalézt rodinu. Fotografie nejprve publikoval ve svém časopise Erich Kastner, později vyšly s pomocí Červeného kříže v podobě velkoformátových plakátů. Výsledkem této několikaleté akce byla záchrana téměř milionu lidských osudů. Využívá ji také policejní fotografie k dokumentaci zadržených osob. Historická věda studuje fotografie, které sloužily k evidenci českých a moravských Židů perzekvovaných v období Protektorátu Čechy a Morava, aby vypátrala identitu portrétovaných osob. Již v roce 1851 Louis Dodéro předpověděl, že zmenšení formátu identifikační podobenky carte de visite může být použito pro úřední dokumenty, jako pas nebo lovecký lístek. Pascal Sébah vydal knihu Národní turecké kroje, která získala zlatou medaili na výstavě ve Vídni v roce 1873 a také ocenění sultána Abdulazize. Sbírka fotografií na více než 350 stranách představuje kostýmy z různých oblastí, etnických a náboženských skupin Osmanské říše. Tato činnost Sébaha Pascala se stala dobovou dokumentací, jeho fotografie byly použity mimo jiné také ve vědeckých prací o Orientu. Zabýval se dokumentací tureckých kostýmů z různých oblastí, etnických a náboženských skupin Osmanské říše.

## Fotografie krajiny
V krajinářské fotografii nejvíce odpovídá informativnímu typu pohlednice.

## Vědecká fotografie
Další odbornou specializací zaměřenou na poskytování nezkreslené informace využívá věda. Informativní fotografii k dokumentaci využívá celá řada vědeckých oblastí, například archeologie (Giorgio Sommer), dokumentují se s její pomocí sbírkové předměty či exponáty
v muzeích nebo galeriích a podobně.
Guillaume Duchenne de Boulogne (1806–1875 Francie) byl francouzský neurolog a fotograf, který oživil Galvaniho výzkum svalové elektrofyziologie (elektromyografie). Zkoumal terapeutické využití střídavého proudu ke stimulaci svalů a nervů, aby prokázal vodivost nervových drah, odhaloval vlivy zranění a prováděl další výzkum. Duchennenovy elektrické experimenty na obličejovém svalstvu měly obrovský vliv na dílo Charlese Darwina The Expression of the Emotions in Man and Animals (Výraz emocí u lidí a zvířat). Společně s mladým talentovaným fotografem Adrienem Tournachonem využíval nový vynález média fotografie, aby zachytil elektricky indukované reakce při svých pokusech. Je znám zejména způsobem, jakým spouštěl svalové kontrakce elektrickými sondami, zaznamenáváním výsledného zkresleného a často groteskního výrazu v té době nedávno vynalezeným fotoaparátem. Své poznatky zveřejnil v průběhu roku 1862. Jeho kniha Mécanisme de la physionomie humaine byla prvním neurofyziologickým textem o emocích a položila mezník v historii klinické lékařské fotografie.
Henry Hering byl portrétní fotograf působící v Londýně v polovině 19. století. Nejznámější je díky své průkopnické práci v lékařské fotografii, která zaznamenávala fyzický stav duševně nemocných pacientů „před“ léčbou a „po“ léčbě v Bethlehemské královské nemocnici na předměstí Londýna.
Po americké občanské válce fotografoval William Bell (1830 Anglie – 1910 USA) zranění a choroby vojáků pro muzeum Army Medical Museum. Velkou část roku 1865 strávil fotografickou dokumentací různých poranění, nemocí a amputací, z nichž mnohé byly publikovány v knize Medical and Surgical History of the War of the Rebellion (Historie medicíny a chirurgie válečné vzpoury).
V roce 1894 začal Wilhelm Conrad Röntgen zkoumat katodové paprsky. V listopadu následujícího roku objevil při svých experimentech neznámé paprsky, které dokázaly prostupovat neprůhlednými látkami. Známý snímek ruky Röntgenovy manželky s prstenem a kovovými předměty pochází z roku 1896. Záření bylo později pojmenované jako rentgenové a začalo sloužit medicíně a technické defektoskopii.
Mikrofotografie pořizuje snímky obrazů mikroskopických a submikroskopických objektů, zprostředkovaných zvětšovacími zařízeními, nejčastěji nejrůznějšími typy mikroskopů. Rozmanité mikrofotografické techniky nalézají uplatnění zejména v přírodních vědách, ať už v geologii při analýze mikroskopické stavby hornin, nebo v organismální biologii při studiu povrchových i vnitřních struktur jednobuněčných mikroorganismů i buněk jako součástí tkání. Díky nevšednosti, estetické působivosti a především takřka nekonečné rozmanitosti mikrosvěta je mikrofotografie v neposlední řadě též objektem zájmu výtvarně zaměřených fotografů.
Jedním z průkopníků mikrofotografie byl německý lékař Robert Koch, který ji v 70. letech 19. století využil při výzkumu anthraxu. Švédský vědec a fotograf Lennart Nilsson se věnuje fotografiím lidského embrya a dalších lékařských objektů považovaných za nefotografovatelné, obecněji řečeno se věnuje extrémní makrofotografii. V polovině 50. let 20. století Nilsson začal experimentovat s novými fotografickými technikami pro pořizování fotografií „z extrémní blízkosti“. Jeho překvapivé makrostudie v kombinaci s endoskopií se staly velkou senzací. Mezinárodního věhlasu dosáhl v roce 1965, když jeho fotografie z počátku lidského života se objevila na obálce časopisu Life.
- Martin Oeggerli
- Roman Višniak (1897–1990, Rusko, USA) mikrofotografie

Od 20. ledna 1952 do roku 1967 pracoval jako vedoucí fotograf Palestinského archeologického muzea (PAM) Nadžíb Albina. Během této doby nafotografoval většinu muzejních sbírek, fragmentů a rukopisů pomocí širokopásmové fluorescenční infračervené fotografie (snímek) (procesem známým jako reflected NIR photography). Nadžíb pro muzeum nashromáždil více než 1750 velkoformátových fotografických desek svitků. Kromě toho byly fotografie pořízeny na zvířecí kůži, což dobře umožnilo skládat fragmenty textů k sobě. Tyto snímky se staly jedněmi z prvních fotografií v muzejní sbírce a nejkomplexnější na světě své doby. Fragmenty a svitky tak byly zaznamenány před jejich dalším rozkladem způsobeným při skladování a jsou často považovány za nejlepší pořízené kopie svitků. Některé z následujících destrukcí byly přímým negativním důsledkem skladování ve vlhkých sklepích muzea a podmínek prostředí, kterým muzeum dovolilo fragmenty a svitky vystavit, například cigaretovému kouři, včetně kouře z cigaret Nadžíba. Ve skutečnosti došlo i k poškození Nadžíbových negativů PAM kvůli špatné archivaci a péči. Nadžíb Albina pořídil pět nekompletních sad Svitků od Mrtvého moře. Sady byly segmentově zaznamenávány, tříděny, až po sestavení formátu na výšku, jak je poskládali odborníci muzea PAM; většina svitků a fragmentů byla během procesu fotografována alespoň třikrát. Nadžíb svůj postup a jednotlivé kroky se svitky zaznamenával do deníku, který je dodnes v archivu Izraelského památkového úřadu.

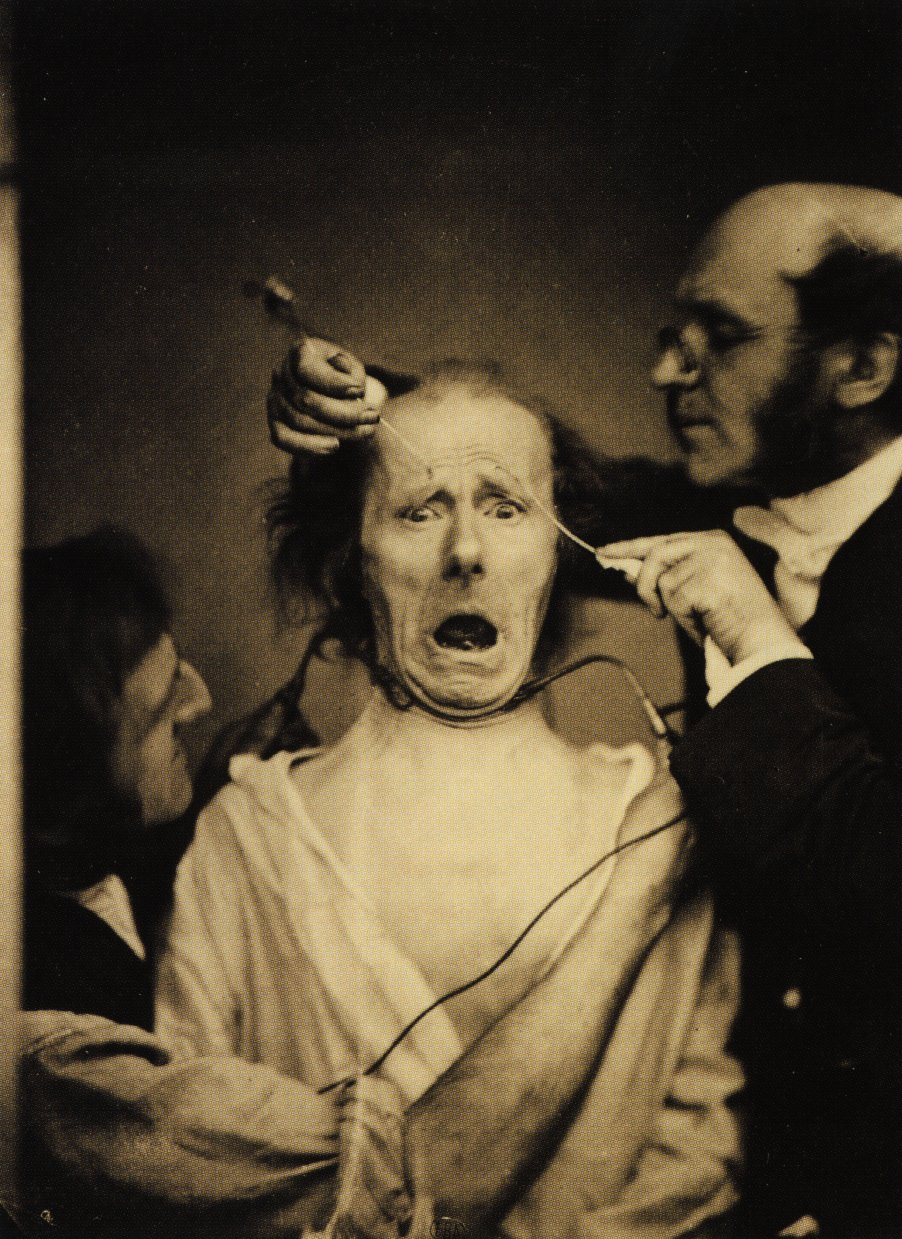
Duchenne de Boulogne a jeho asistent faradizují[35] mimické svaly živého člověka k prokázání mechaniky výrazu obličeje, foto: Adrien Tournachon, publikováno 1862
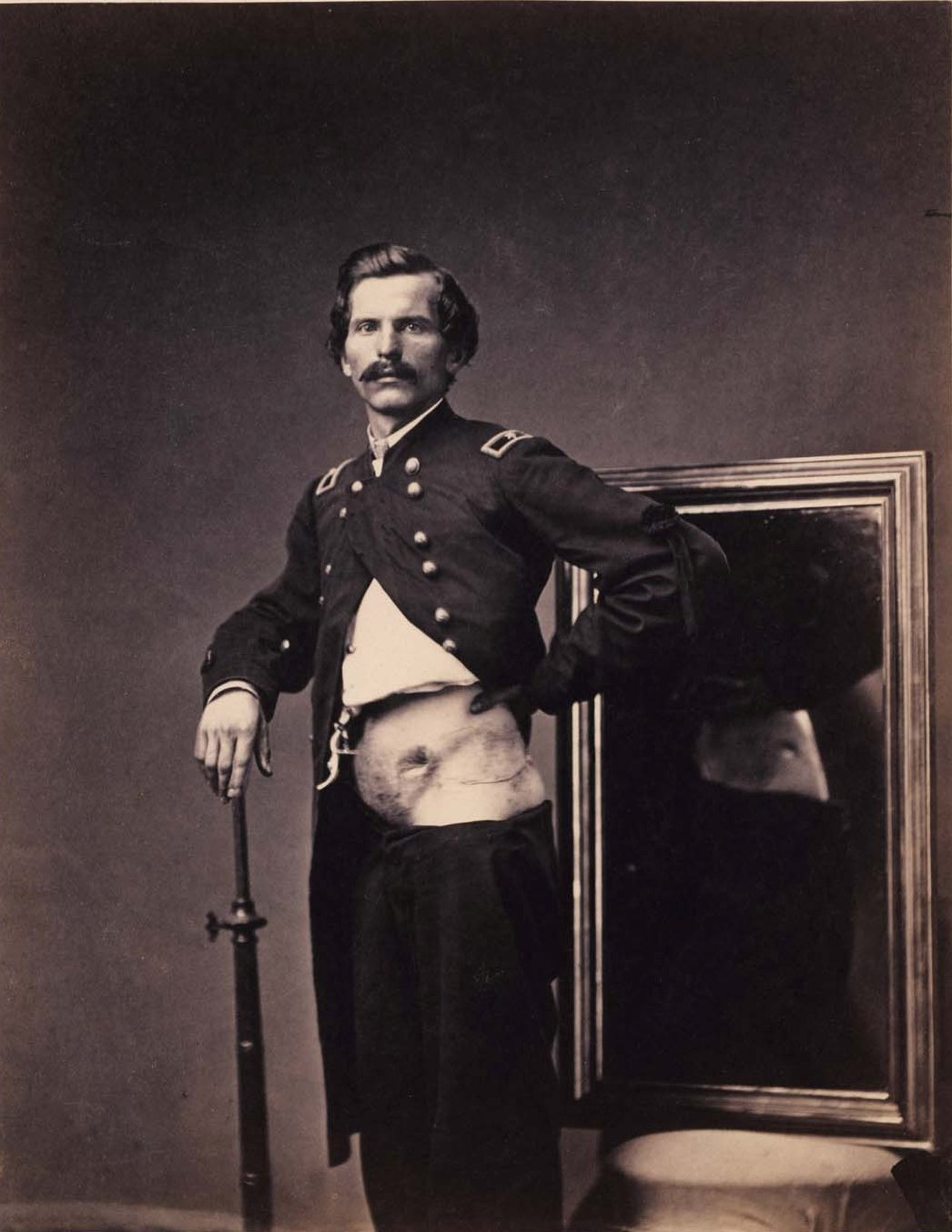
William Bell: Střelná rána majora H. A. Barnuma, 1865

### České země
- Viktorin Vojtěch (1879, Plzeň – 1948, Praha)
- Josef Reischig (1945–2008)
- František Weyda (* 1949)

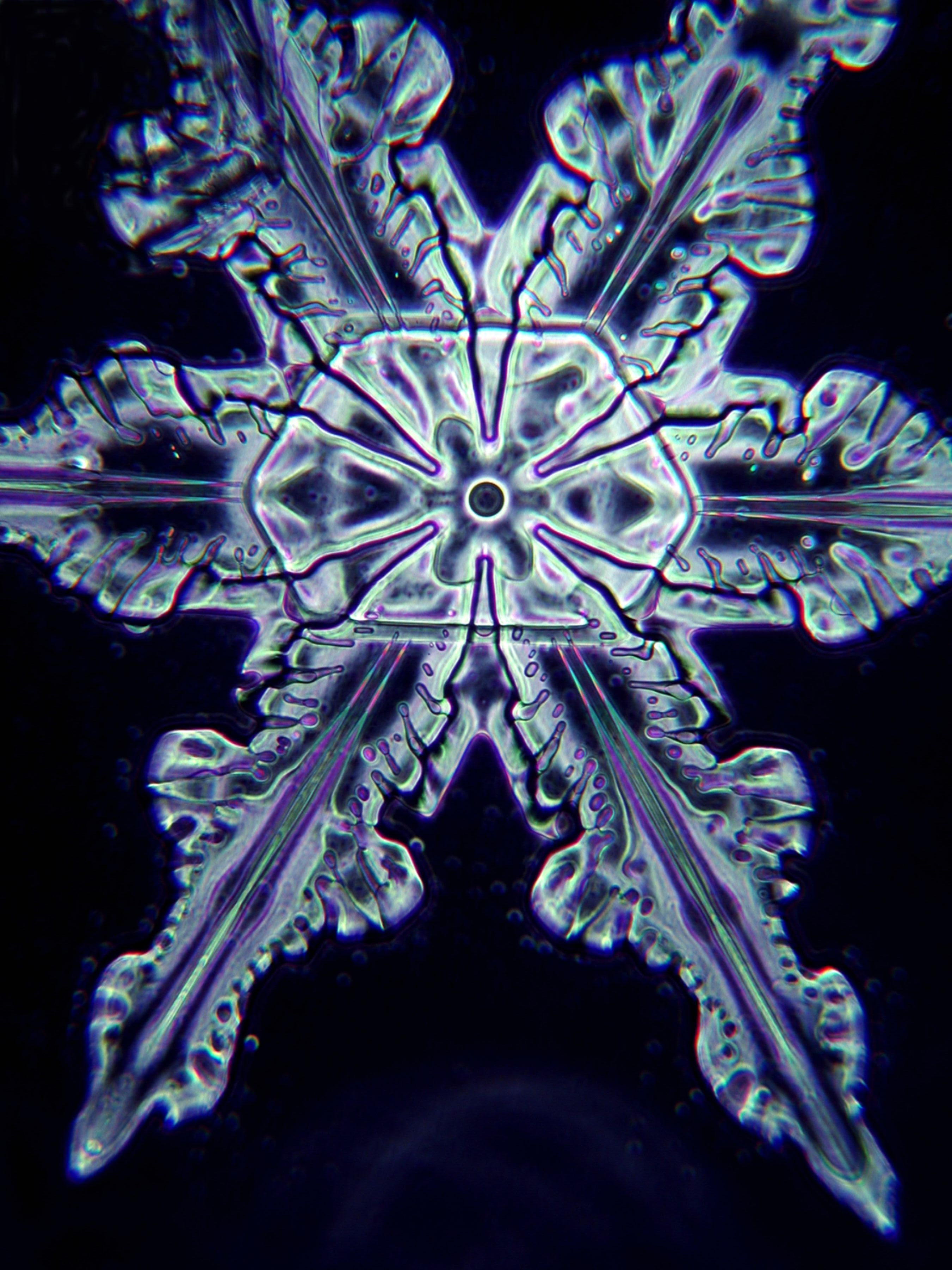
Josef Reischig: Sněhová vločka, 2003

## Fotografie aktu
Informativní zobrazení nahého těla je nejrůznější formou dokumentace částí nahého těla, tedy jako „anatomický dokument“. Tedy například jak vypadají bederní jamky, jak vystupují krční obratle nebo jak je pokřivená páteř.

## Letecká fotografie

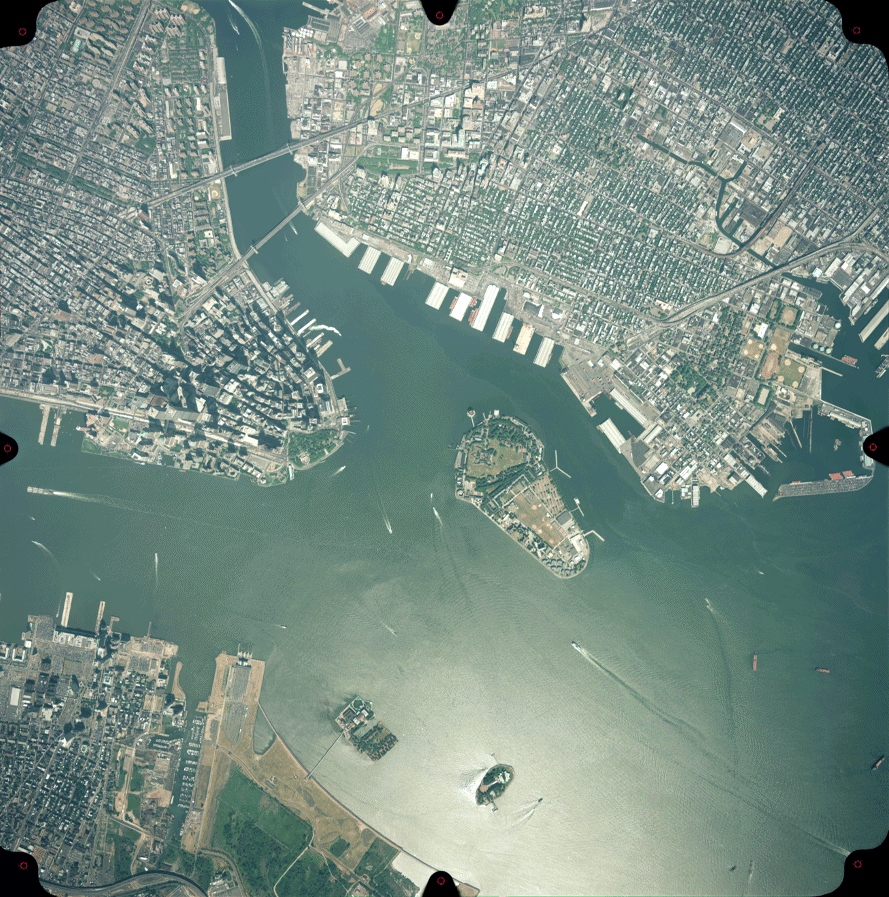
Manhattan, New York, 1999

Nasnímané fotografie z letadla se zpracovávají v oborech geodézie a nebo kartografie při výrobě map, při rekonstrukci tvaru objektů – například v lékařství, archeologii nebo ochraně památek. V architektuře se pozorují a snímkují budovy nebo v lomech na těžbu kamene se koordinují jejich hlavní body. Využívají se při plánování využití země, archeologii, filmové produkci, studiích o životním prostředí, špionáži, komerční reklamě a dalších odvětvích. Fotografie jsou často zpracovávané GIS systémy. Fotografování ze vzduchu se používá také při analýze znečištění životního prostředí.
Použití letecké fotografie pro vojenské účely se rozšířilo v době první světové války. Zpočátku se dokumentování pozic nepřátelských vojsk z ptačí perspektivy provádělo z balónů s posádkou, která však byla ohrožena nepřátelskou palbou a nemohla se dostat příliš daleko za nepřátelskou linii. Tím, že se začalo využívat letadel, která mohla letět relativně nízko a fotografovat přímo nad nepřátelskými pozicemi, poskytovalo velitelům mnohem lepší pohled na bojiště a techniku.
Další pokrok letecké fotografie přineslo její využití v bezpilotních letadlech. První z nich nesl název Aerial Target (Vzdušný cíl) a vynalezl jej roku 1916 profesor Archibald Montgomery Low.
Od začátku druhé poloviny dvacátého století začal rozvoj fotografování Země, planet a hvězd z umělých družic. První satelitní snímky Země pořídila 14. srpna 1959 americká družice Explorer 6. Zvláštní aplikací tohoto druhu fotografie je ve vojenské oblasti, špionáži, předpovědi počasí. Satelitní fotografie slouží geologům pro objevování nerostných zdrojů a zpravodajským organizacím pro přenos nejaktuálnějších fotografií z nejvzdálenějších míst na světě.

## Astrofotografie
V astronomické fotografii se využívají například takzvané bolidové kamery, což jsou zařízení k automatické fotografické registraci průletu meteorů a bolidů. Vyhodnocením snímků z více bolidových kamer je možné spočítat dráhu a rychlost bolidu, některé jeho fyzikální vlastnosti a ve výjimečných případech odhadnout i oblast, kam mohly jeho zbytky (meteority) dopadnout.

## Galerie

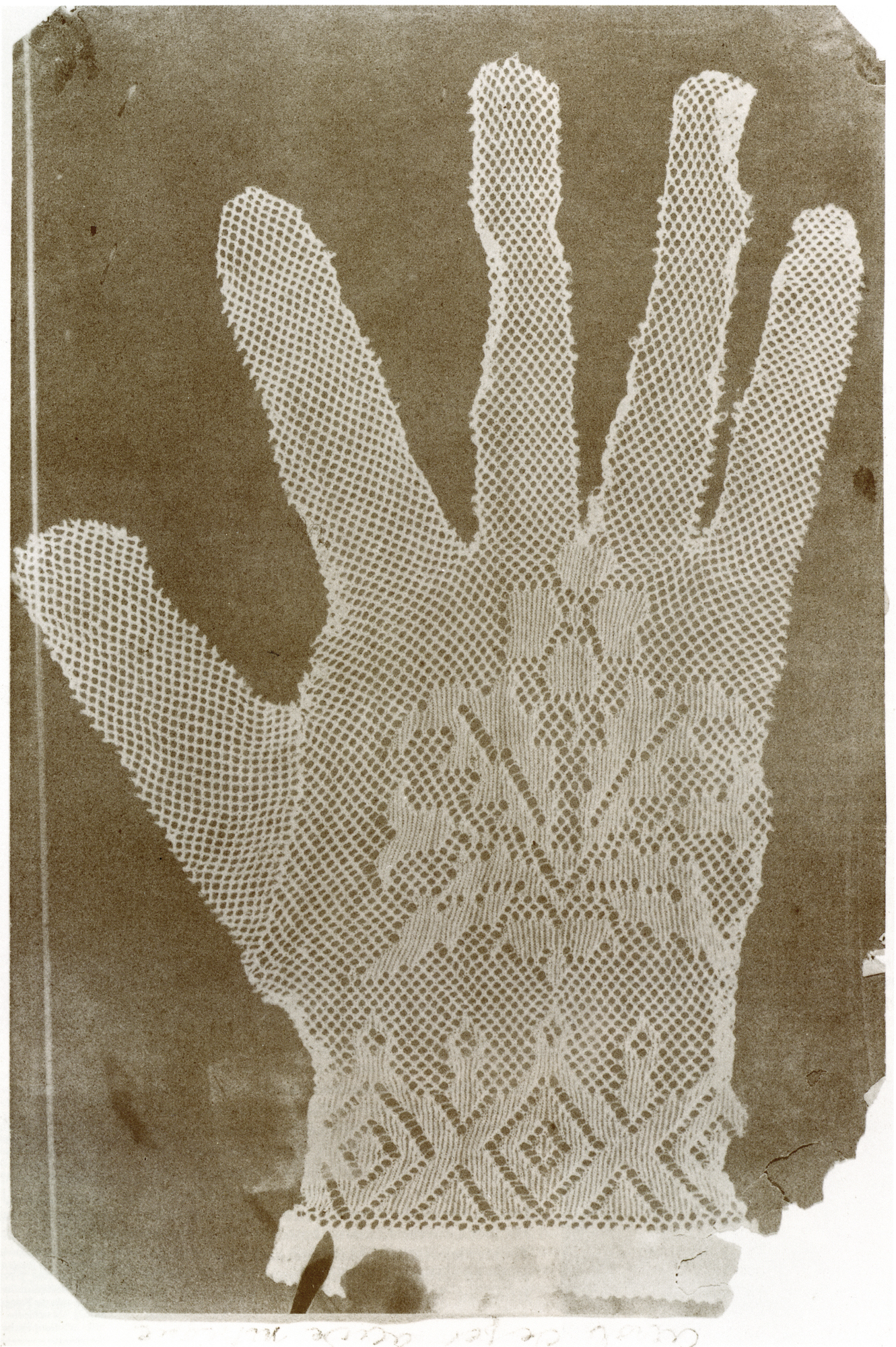
Hippolyte Bayard: Krajková rukavice, 1839–1840
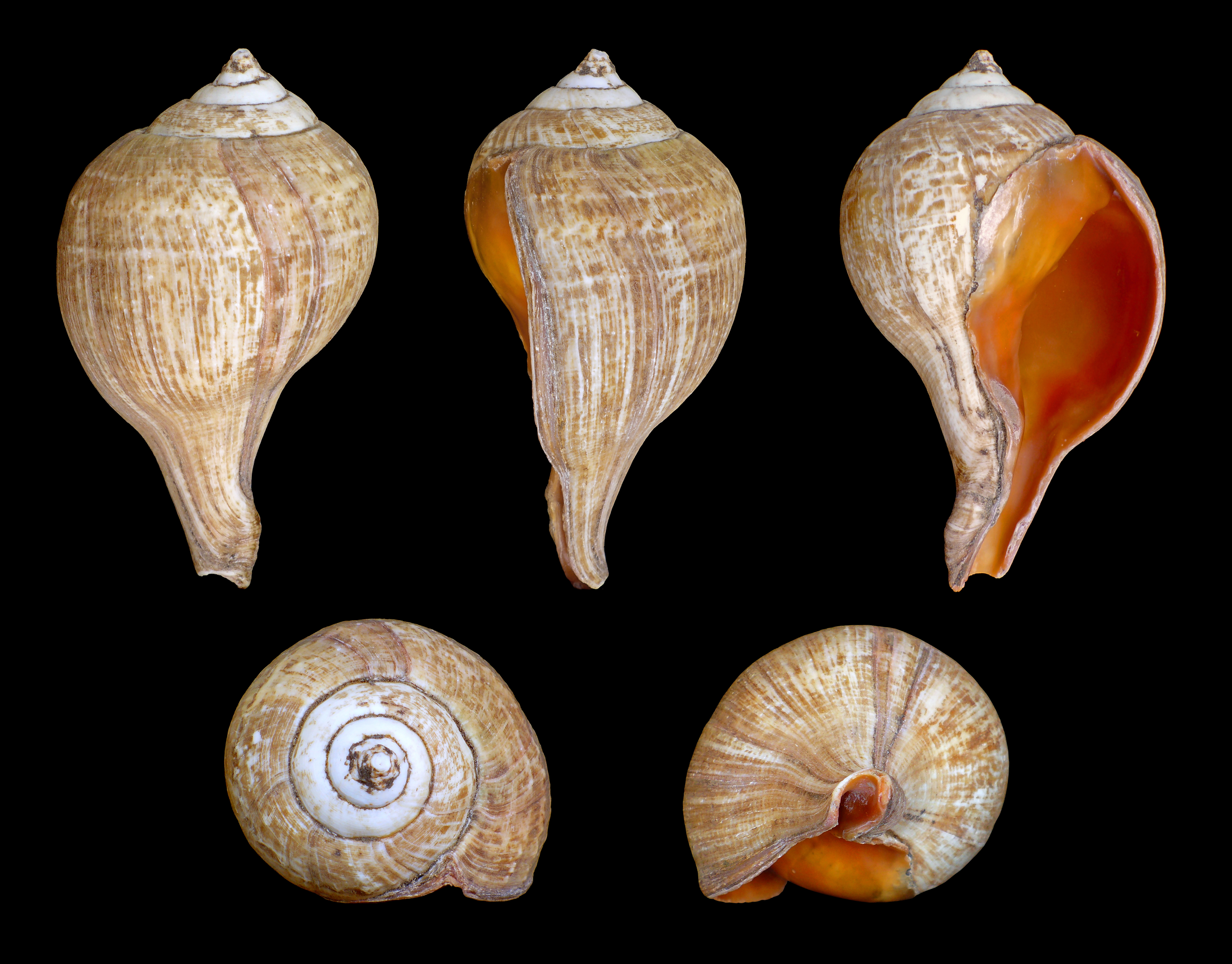
Turbinella pyrum, Turbinellidae, Great Rapa Chank; délka 12,5 cm; pláž poblíž Beruwely, Srí Lanka
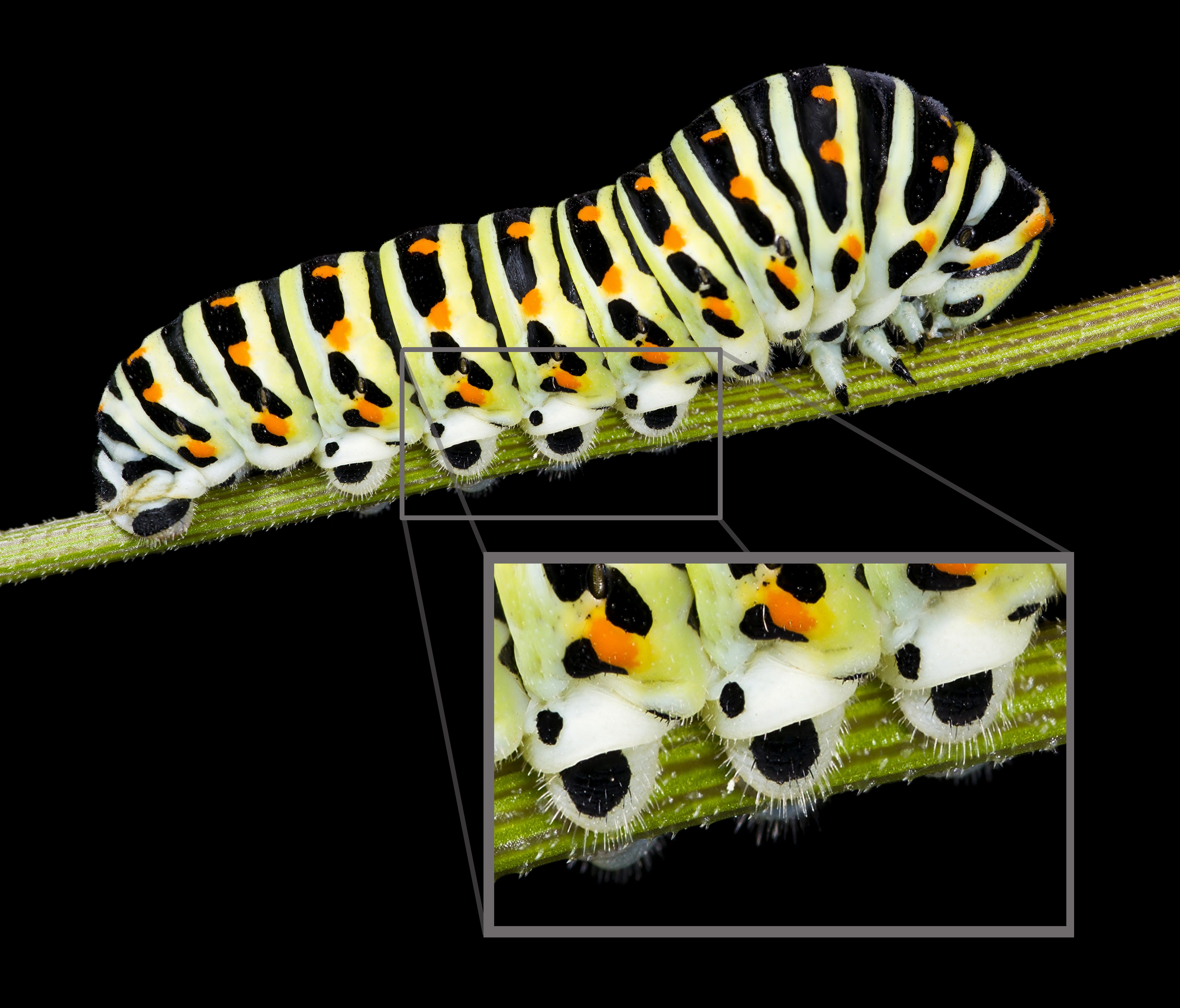
Papilio machaon Linnaeus 1758